# Chiềng Công
Chiềng Công là một xã thuộc huyện Mường La, tỉnh Sơn La, Việt Nam.
Xã Chiềng Công có diện tích 140,19 km², dân số năm 1999 là 2818 người, mật độ dân số đạt 20 người/km².